# Sparasion hungaricus
Sparasion hungaricus är en stekelart som beskrevs av Kononova 2001. Sparasion hungaricus ingår i släktet Sparasion och familjen Scelionidae. Inga underarter finns listade i Catalogue of Life.